# ثيو ثنائي الغليكول
ثيو ثنائي الغليكول مركب كيميائي لزج يميل لونه إلى الأصفر الشاحب السائل يستخدم كمذيب. الصيغة الكيميائية هي C4H10O2S التي يمكن كتابتها على الشكل HOCH2CH2SCH2CH2OH
يمكن الحصول على ثيو ثنائي الغليكول من تفاعل 2-كلورو الإيثانول مع كبريتيد الصوديوم. وهو يشبه في بنيته غليكول.ثنائي غليكول